# قطعنامه ۱۰۵۲ شورای امنیت
قطعنامه ۱۰۵۲ شورای امنیت سازمان ملل متحد که در تاریخ ۱۸ آوریل ۱۹۹۶ تصویب شد، سندی بین‌المللی دربارهٔ بررسی وضعیت خاورمیانه است. این قطعنامه طی نشست ۳۶۵۴ام با ۱۵ رای موافق، ۰ مخالف و ۰ ممتنع تصویب شد.